# Gyorskorcsolya az 1924. évi téli olimpiai játékokon
Az 1924. évi téli olimpiai játékokon a gyorskorcsolyában öt versenyszámot rendeztek.

## Részt vevő nemzetek
A versenyeken 10 nemzet 31 sportolója vett részt.
- Belgium (BEL) (4)
- Egyesült Államok (USA) (6)
- Finnország (FIN) (3)
- Franciaország (FRA) (4)
- Kanada (CAN) (1)
- Lengyelország (POL) (1)
- Lettország (LAT) (1)
- Nagy-Britannia (GBR) (4)
- Norvégia (NOR) (5)
- Svédország (SWE) (2)

## Éremtáblázat
(Az egyes számoszlopok legmagasabb értéke, vagy értékei vastagítással kiemelve.)
| Az 1924. évi téli olimpiai játékok éremtáblázata gyorskorcsolyában | Az 1924. évi téli olimpiai játékok éremtáblázata gyorskorcsolyában | Az 1924. évi téli olimpiai játékok éremtáblázata gyorskorcsolyában | Az 1924. évi téli olimpiai játékok éremtáblázata gyorskorcsolyában | Az 1924. évi téli olimpiai játékok éremtáblázata gyorskorcsolyában | Olimpia  |
| ------------------------------------------------------------------ | ------------------------------------------------------------------ | ------------------------------------------------------------------ | ------------------------------------------------------------------ | ------------------------------------------------------------------ | -------- |
|                                                                    | Ország                                                             | Arany                                                              | Ezüst                                                              | Bronz                                                              | Összesen |
| 1.                                                                 | Finnország (FIN)                                                   | 4                                                                  | 2                                                                  | 2                                                                  | 8        |
| 2.                                                                 | Egyesült Államok (USA)                                             | 1                                                                  | 0                                                                  | 0                                                                  | 1        |
|                                                                    |                                                                    |                                                                    |                                                                    |                                                                    |          |
| 3.                                                                 | Norvégia (NOR)                                                     | 0                                                                  | 3                                                                  | 4                                                                  | 7        |
|                                                                    |                                                                    |                                                                    |                                                                    |                                                                    |          |
| Összesen                                                           | Összesen                                                           | 5                                                                  | 5                                                                  | 6                                                                  | 16       |

## Érmesek
| Az 1924. évi téli olimpiai játékok érmesei gyorskorcsolyában |                                          |         |                                    |         |                                    |         |
| Versenyszám                                                  | Arany                                    | Arany   | Ezüst                              | Ezüst   | Bronz                              | Bronz   |
| 500 m                                                        | Charles Jewtraw · Egyesült Államok (USA) | 44,0    | Oskar Olsen · Norvégia (NOR)       | 44,2    | Roald Larsen · Norvégia (NOR)      | 44,8    |
| 500 m                                                        | Charles Jewtraw · Egyesült Államok (USA) | 44,0    | Oskar Olsen · Norvégia (NOR)       | 44,2    | Clas Thunberg · Finnország (FIN)   | 44,8    |
| 1500 m                                                       | Clas Thunberg · Finnország (FIN)         | 2:20,8  | Roald Larsen · Norvégia (NOR)      | 2:22,0  | Sigurd Moen · Norvégia (NOR)       | 2:25,6  |
| 5000 m                                                       | Clas Thurnberg · Finnország (FIN)        | 8:39,0  | Julius Skutnabb · Finnország (FIN) | 8:48,4  | Roald Larsen · Norvégia (NOR)      | 8:50,2  |
| 10 000 m                                                     | Julius Skutnabb · Finnország (FIN)       | 18:04,8 | Clas Thunberg · Finnország (FIN)   | 18:07,8 | Roald Larsen · Norvégia (NOR)      | 18:12,2 |
| Összetett                                                    | Clas Thunberg · Finnország (FIN)         | 198,023 | Roald Larsen · Norvégia (NOR)      | 199,763 | Julius Skutnabb · Finnország (FIN) | 202,347 |